# راسيل رانكين
راسيل رانكين (بالإنجليزية: Russ Rankin)‏ هو مغني ومنتج أسطوانات أمريكي، ولد في 25 مايو 1968 في سانتا كروز في الولايات المتحدة.

## وصلات خارجية
- راسيل رانكين على موقع IMDb (الإنجليزية)
- راسيل رانكين على موقع ميوزك برينز (الإنجليزية)
- راسيل رانكين على موقع أول ميوزيك (الإنجليزية)
- راسيل رانكين على موقع ديسكوغز (الإنجليزية)